# Груздов Іван Павлович
Іван Павлович Груздов (1936–2003) — радянський господарський, державний та політичний діяч, Герой Соціалістичної Праці.

## Біографія
Народився в 1936 році в селі Кремінне. Член КПРС.
Із 1956 року — на господарській, громадській і політичній роботі. У 1956—1996 роках — механізатор, ланковий, голова ордена Трудового Червоного Прапора колгоспу «Зоря Комунізму» села Ольгово Кореневського району Курської області.
Указом Президії Верховної Ради СРСР від 23 грудня 1976 року присвоєно звання Героя Соціалістичної Праці з врученням ордена Леніна та золотої медалі «Серп і Молот».
Обирався депутатом Верховної Ради РРФСР 9-го і 10-го скликань, народним депутатом СРСР.
Делегат XXV і XXVII з'їздів КПРС.
Помер у 2003 році.